# Mammillaria moelleriana
Mammillaria moelleriana (укр. Мамілярія Меллера, мамілярія меллеріана) — сукулентна рослина з роду мамілярія (Mammillaria) родини кактусових (Cactaceae).

## Історія

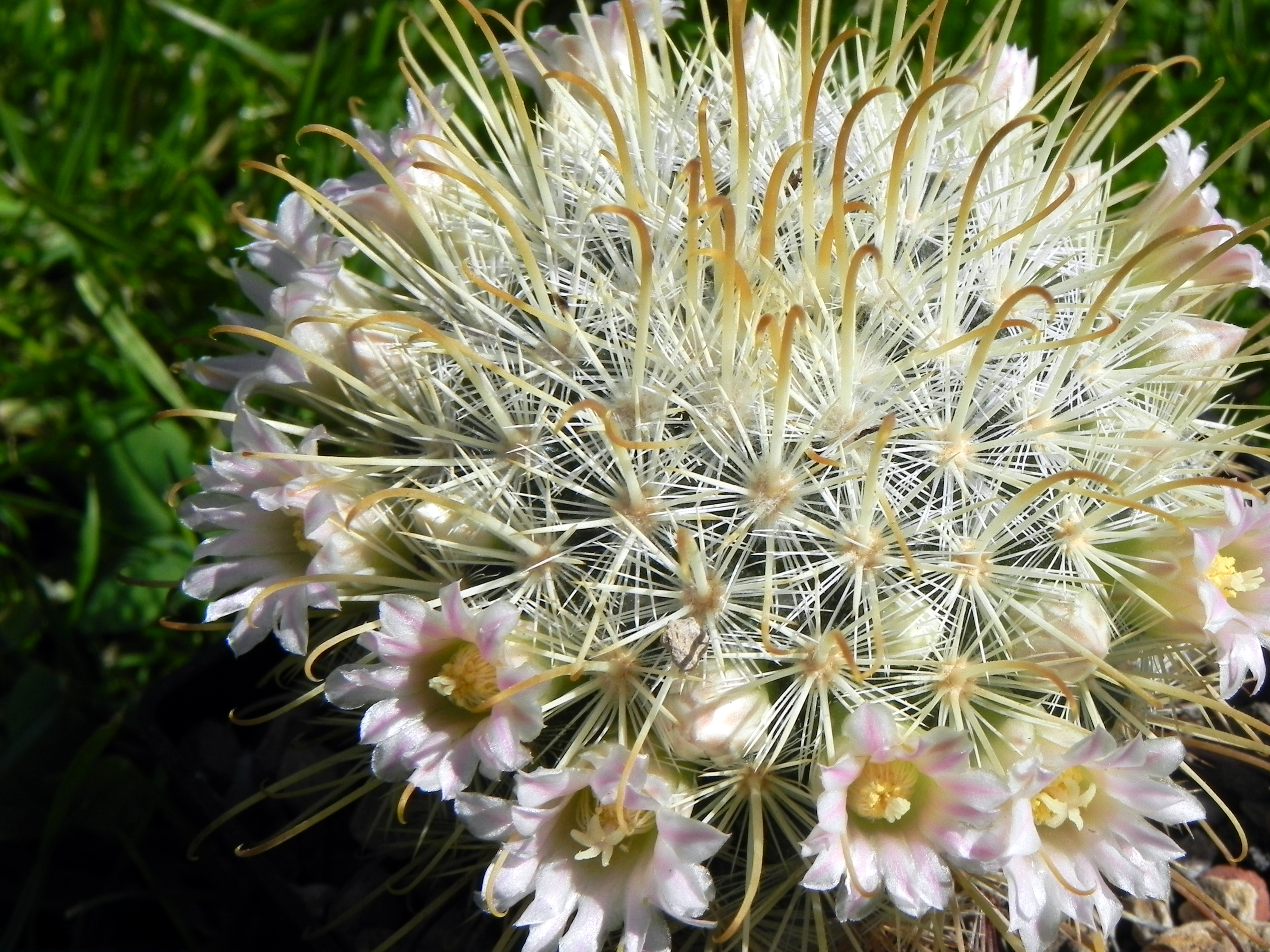
Квітуча Mammillaria moelleriana в кулльтурі

Вид вперше описаний німецьким ботаніком Фрідріхом Бедекером (нім. Friedrich Bödeker, 1867—1937) у 1924 році у виданні нім. «Zeitschrift für Sukkulentenkunde».

## Етимологія
Видова назва дана на честь Генріха Меллера (нар. 1930), лікаря з Шаффгаузена, Швейцарія, брата А. Меллера, який колекціював катуси в Мексиці.

## Ареал і екологія
Mammillaria moelleriana є ендемічною рослиною Мексики. Ареал розташований у штатах Дуранго і Сакатекас. Рослини зростають на висоті від 2600 до 2200 метрів над рівнем моря серед вулканічних порід у напівпустелях.

## Морфологічний опис
Рослини поодинокі.
| Орган              | Опис |
| Коріння            | |
| Стебло             | здавлено-кулясте до коротко-циліндричного, до 11 см заввишки, в діаметрі 10 см.                                                                             |
| Епідерміс          | блискучий, зелений. |
| Маміли             | тверді, циліндричні до яйцеподібних, без молочного соку. |
| Ареоли             | |
| Аксили             | спочатку з пухом, пізніше голі. |
| Центральні колючки | Центральних 8-10, медово-жовті до темно-червонувато-коричневого відтінку з жовтою основою, завдовжки 20-30 мм, нижні 2-4 з гачками, верхні коротші і прямі. |
| Радіальні колючки  | 35-50, білі з жовтою основою, голкоподібні, завдовжки 7-9 мм.                                                                                               |
| Квіти              | від білого до жовтого відтінку з рожевими центральними прожилками на пелюстках, до 20 мм завдовжки і в діаметрі.                                            |
| Бутони             | |
| Зовнішні пелюстки  | |
| Внутрішні пелюстки | |
| Тичинки            | |
| Маточка            | |
| Плоди              | булавоподібні, зеленувато-білі, до 15 мм завдовжки. |
| Насіння            | чорне. |

## Чисельність, охоронний статус та заходи по збереженню
Mammillaria moelleriana входить до Червоного списку Міжнародного союзу охорони природи видів, з найменшим ризиком (LC).
Вид має багато розділених субпопуляцій, що розміщуються на дуже великій території площею понад 25 000 км², більша частина якої є важкодоступною, і є мало доказів зниження кількості рослин через незаконний збір.
Розрахункова чисельність рослин перевищує 10 000. Поточний тренд чисельності стабільний.
У Мексиці ця рослина занесена до Національного переліку видів, що перебувають під загрозою зникнення, де вона включена до категорії «підлягає спеціальному захисту».
Охороняється Конвенцією про міжнародну торгівлю видами дикої фауни і флори, що перебувають під загрозою зникнення (CITES).

## Використання
Рослина іноді використовується як декоративна. Є комерційне вирощування.